# Richards (cràter)
Richards és un cràter d'impacte en el planeta Venus de 25 km de diàmetre. Porta el nom d'Ellen Swallow Richards (1842-1911), enginyera industrial i feminista estatunidenca, i el seu nom va ser aprovat per la Unió Astronòmica Internacional el 1994.